# Azuré ukrainien
Polyommatus eroides
Espèce
L’Azuré ukrainien ou Azuré pontique (Polyommatus eroides) est une espèce de lépidoptères (papillons) de la famille des Lycaenidae, de la sous-famille des Polyommatinae et du genre Polyommatus.

## Dénominations
Polyommatus  eroides Emerich Frivaldszky von Frivald en 1835.

### Noms vernaculaires
L'Azuré ukrainien ou Azuré pontique se nomme en anglais False Eros Blue.

### Sous-espèce
Polyommatus  eroides amdoensis (Wnukowsky, 1929).

## Description
C'est un petit papillon qui présente un dimorphisme sexuel, le dessus du mâle est bleu à large bordure de teinte foncée continuant sur les nervures, celui de la femelle est marron, orné d'une ligne marginale de macules orange centrées d'un point noir aux postérieures. Les deux ont leurs ailes bordées d'une frange blanche.
Leur revers est ocre clair marqué d'une ligne marginale de lunules blanches centrées d'un point orange, et orné d'une ligne de points noirs cerclés de blanc.

## Biologie
Les chenilles sont soignées par des fourmis, Tapinona .

### Période de vol et hivernation
Il hiverne à l'état de jeune chenille.
Il vole en une génération entre mi-juin et fin juillet.

### Plantes hôtes
Sa plante hôte est Genista depressa.

## Écologie et distribution
Il est présent dans le sud-est de l'Europe (Pologne (en fort déclin), Slovaquie, Albanie, Macédoine, Bulgarie, Grèce), Asie Mineure, Turquie, Oural, Nord du Kazakhstan et Ouest de la Sibérie,.

### Biotope
Il réside dans les lieux de sa plante hôte, surtout des talus fleuris.

### Protection
L'Azuré ukrainien est inscrit sur la liste des insectes strictement protégés de l'annexe II de la Directive Habitats du Conseil de l'Europe concernant la conservation des habitats naturels ainsi que de la faune et de la flore sauvages du 21 mai 1992.
Il est déclaré en danger (EN) en Pologne.
Il est inscrit sur le Red Data Book en Albanie, Biélorussie, Bulgarie, Grèce, Macédoine, Pologne, République tchèque, Russie, Slovaquie, Turquie, Ukraine et Yougoslavie.